# Anna Kokołowicz
Maria Rajmunda od Jezusa i Maryi CSFN, Anna Kokołowicz (Kukołowicz) (ur. 24 sierpnia 1892 w Barwaniszkach (Wileńszczyzna), zm. 1 sierpnia 1943 pod Nowogródkiem) – polska siostra zakonna ze Zgromadzenia Najświętszej Rodziny z Nazaretu, błogosławiona Kościoła katolickiego.
1 listopada 1918 r.  wstąpiła do zgromadzenia. Ukończyła nowicjat w Grodnie składając śluby wieczyste. W 1934 r. przyjechała do Nowogródka. Nie zdobywszy wykształcenia, zajmowała się sprzątaniem, praniem, pracą w kuchni, ogrodzie, pomagała w gospodarstwie i prowadziła bufet.
Pierwsze represje spotkały siostrę ze strony sowieckiego okupanta zaraz po wybuchu II wojny światowej. Po wkroczeniu Niemców oddała życie za mieszkańców miasta i została rozstrzelana razem z 10 innymi siostrami zakonnymi.
Została beatyfikowana przez papieża Jana Pawła II 5 marca 2000 r.  w grupie 11 męczennic z Nowogródka.